# Екологічне маркування

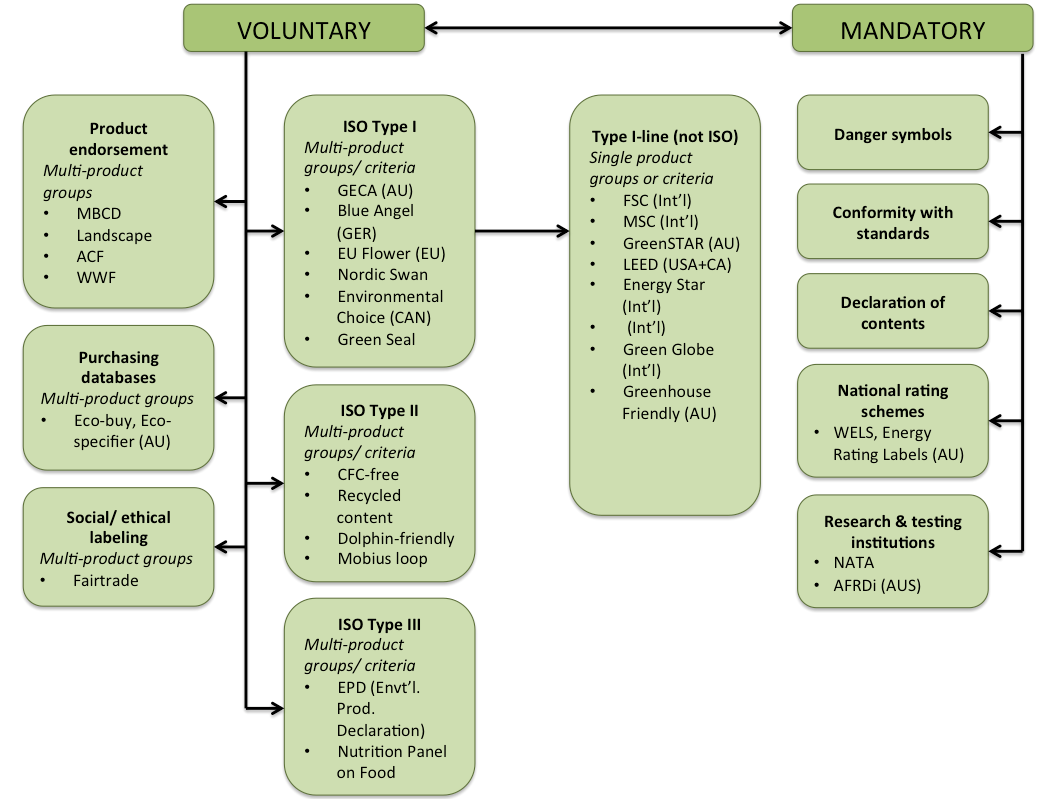
Класифікація екологічного маркування

Екологічне маркування (англ. environmental label, також англ. Ecolabel або англ. Green label) — система маркування продуктів харчування та споживчих товарів.
Екологічні маркування можуть бути подані у вигляді формулювання, символу чи зображення на етикетці продукції або паковання, в документації на продукцію, в технічних бюлетенях, в рекламних матеріалах тощо.
Загальна мета екологічних маркувань полягає у тому, щоб шляхом передавання перевірюваної, точної та правдивої інформації про екологічні аспекти товарів чи послуг сприяти розширенню попиту та постачання тих товарів чи послуг, які чинять найменші можливі впливи на стан довкілля та здоров'я людини, тим самим стимулюючи використання потенціалу для ринково обумовленого постійного поліпшення екологічних характеристик продукції.

## Загальні принципи екологічного маркування
Екологічні маркування та декларації повинні бути точними, перевірюваними, доречними та правдивими.
Розроблення, прийняття або застосування процедур та вимог, пов'язаних з екологічними маркуваннями та деклараціями, не повинні мати на меті або припускати ефект створення додаткових перешкод у міжнародній торгівлі.
Екологічні маркування та декларації повинні базуватися на науковій методології, ґрунтовність та всеохоплюваність якої є достатніми для підтримки твердження і яка забезпечує отримання точних та перевірюваних результатів.
Інформація стосовно процедури, методології та будь-яких критеріїв, використовуваних на підтримку екологічних маркувань та декларацій, повинна бути у наявності та надаватися на вимогу всім зацікавленим сторонам.
Під час розроблення екологічних маркувань та декларацій повинні бути враховані всі доречні аспекти життєвого циклу продукції.
Екологічні маркування та декларації не повинні перешкоджати впровадженню нововведень, які забезпечують актуальність екологічних характеристик або мають потенціал щодо їх поліпшення.
Будь-які адміністративні вимоги або інформаційні потреби, пов'язані з екологічними маркуваннями та деклараціями, повинні бути обмежені тими, що є необхідними для встановлення відповідності застосовним критеріям та стандартам щодо маркувань та декларацій.
Процес розроблення екологічних маркувань та декларацій повинен включати відкрите для участі консультування з зацікавленими сторонами. Слід докладати розумних зусиль для досягнення консенсусу на всіх етапах процесу.
Інформація про екологічні аспекти продукції, що є суттєвою для екологічного маркування та екологічної декларації, була доступною для замовників та потенційних покупців.

## Типи екологічного маркування
Міжнародна організація стандартизації (International Organization for Standardization) розділяє екологічні маркування та декларації на три основних типи.

### І тип екологічного маркування
Добровільна сертифікація, яка дозволяє визначити екологічні переваги товарів чи послуг відносно продукції аналогічної категорії, що відповідає обов'язковим загальноприйнятим нормам і правилам. Принципи та методи екологічного маркування І типу викладені у стандарті ISO 14024.
Оцінювання екологічних переваг здійснюється незалежною третьою стороною (органом сертифікації; органом з екологічного маркування) на відповідність екологічним критеріям.
Екологічні критерії згідно з ISO 14024 розробляються та впроваджуються, як правило, у форматі стандарту сертифікаційної системи, і визначають показники екологічних переваг продукції стосовно її впливів на стан довкілля та здоров'я людини.
В будь-якому випадку екологічні критерії мають охоплювати основні стадії життєвого циклу продукції і встановлювати більш жорсткі ніж державні норми безпеки, — вимоги до показників поліпшених екологічних характеристик продукції, таких як:
- обмеження чи заборону на застосування інгредієнтів або препаратів за факторами ризику для довкілля та здоров'я людини;
- рівень забруднення натуральної сировини агрохімікатами, важкими металами, радіонуклідами (наприклад, для харчових продуктів, тканин, косметичних засобів);
- енергоємність виробництва та енергоефективність споживання (для електроприладів);
- показники екологічної результативності виробництва;
- споживання водних ресурсів;
- обсяги утворених відходів виробництва та споживання;
- придатність пакування та продукції промислової групи до повторного переробляння тощо.

У разі проходження екологічної сертифікації продукції згідно з ISO 14024 власник сертифікату отримує право на застосування екологічного маркування, яке визначатиме загальні екологічні переваги сертифікованої продукції у поєднанні зі знаком екологічного маркування, що належить органу сертифікації.
Інформація щодо програми повинна бути доступною для всіх зацікавлених сторін і охоплювати:
- вибір категорії продукції;
- вибір та розроблення екологічних критеріїв для продукції;
- функціональні характеристики продукції;
- методи випробувань та перевірки;
- порядок сертифікації та присвоєння знаку екологічного маркування;
- інформацію не конфіденційного характеру, на підставі якої присвоюється знак екологічного маркування;
- джерела фінансування розроблення програм (наприклад, внески, фінансова підтримка уряду, тощо);
- перевірку відповідності.

Екологічне маркування типу I передбачає такі процедури:
- консультування із зацікавленими сторонами;
- вибір категорії продукції;
- розроблення, аналізування та інтерпретацію екологічних критеріїв для продукції;
- ідентифікацію функціональних характеристик продукції;
- впровадження процедур сертифікації в межах програми.[3]

### ІІ тип екологічного маркування
Відноситься до інформативного декларування у вигляді формулювань чи позначок, що вказують на певну екологічну характеристику продукції.
Застосування екологічного маркування ІІ типу не потребує обов'язкового проходження оцінювання екологічної характеристики незалежною третьою стороною, тобто сертифікації, але виробник, який застосовує цей тип маркування, повинен мати можливість надати інформацію зацікавленій стороні щодо вимог і методів її перевірки.
ІІ тип унеможливлює застосування екологічних тверджень, які не стосуються конкретної характеристики продукції та є нечіткими чи неконкретними або, які лише натякають на те, що продукція є екологічно сприятливою чи безпечною. Маркування ІІ типу не вбачає застосування тверджень такого змісту як: «екологічно чистий», «екологічно безпечний», «екологічно сприятливий», «сприятливий до ґрунту», «не забруднює», «зелений», «сприятливий до природи», «сприятливий до озону» тощо.

### ІІІ тип екологічного маркування
ІІІ тип екологічного маркування відноситься до екологічних продуктових декларацій (Environmental Product Declarations), які мають форму звіту із зазначенням індикаторів впливу продукції на довкілля на усіх стадіях життєвого циклу та кількісних показників за визначеними індикаторами до обраної одиниці чи одиниці об'єму продукції певної категорії.
Такий звіт готується незалежною експертною організацією на основі досліджень життєвого циклу виду та виду продукції у технологічному процесі виробництва окремо взятої організації. Методологія таких досліджень, разом з методологією розрахунку екологічних показників та вимогами оформлення EPD-звіту викладена у стандарті ISO14025.
EPD не передбачає визначення екологічних переваг і не містить оціночних висновків, а надає лише «сухі» дані, які демонструють якісні та кількісні показники обсягів споживання енергетичних та інших ресурсів, емісій та відходів на усіх стадіях життєвого циклу продукції — від добування сировини, матеріалів чи інгредієнтів для виготовлення і закінчуючи утилізацією непридатного до експлуатації виробу та пакування.

## Екологічне маркування в Україні
Міжнародні стандарти серії ISO 14020 були запроваджені до української національної системи стандартизації у 2002—2003 рр. шляхом гармонізації.
Українська система добровільного екологічного маркування товарів та послуг згідно ДСТУ ISO 14024:2002 була розроблена і упроваджена Всеукраїнською громадською організацією «Жива планета» у 2003 році в рамках реалізації проекту «Розвиток сталого (збалансованого) виробництва та споживання в Україні» у партнерстві з Комітетом Верховної Ради України з питань екологічної політики, природокористування та ліквідації наслідків Чорнобильської катастрофи та Міністерства екології та природних ресурсів України. Система представлена знаком екологічного маркування що належить органу сертифікації «Живої планети», який в народі отримав назву «Зелений журавлик».
Система заснована на таких основних принципах як добровільність, наукова обґрунтованість та відкритість процедур встановлення екологічних критеріїв, прозорості процедури оцінювання на основі методу оцінки життєвого циклу певної групи однорідної продукції.
Відповідність ISO 14024 дозволяє уніфікувати та гармонізувати підходи регіональних та національних екологічних сертифікаційних систем, що діють у 60 країнах світу (у тому числі в країнах-членах ЄС), які об'єднані в міжнародну асоціацію — Глобальну мережу екологічного маркування (en — Global Ecolabelling Network, GEN). З 2004 року український орган екологічної сертифікації входить до складу GEN та має відповідну міжнародну акредитацію. Для українських товаровиробників — власників екологічних сертифікатів це означає визнання результатів оцінювання екологічних переваг продукції та права на застосування екологічного маркування на європейському та міжнародному рівнях, що безумовно посилює їх потенціал конкурентоспроможності.
З 2011 року у зв'язку з затвердженням постановою Кабінету Міністрів України від 18.05.2011 № 529 Технічного регламенту з екологічного маркування — застосування екологічного маркування є об'єктом державного регулювання.
Відповідність продукції встановленим екологічним критеріям підтверджується сертифікатом екологічного маркування якій видається органом сертифікації згідно ISO 14024, як незалежною третьою стороною.
Згідно вимог цього Технічного регламенту, об'єктам господарювання на території України забороняється застосовувати нечітке або неправдиве екологічне маркування, чи екологічне маркування, яке можна неправильно зрозуміти, а також такі неперевірені написи, як «екологічно чистий», «екологічно безпечний», «екологічно сприятливий» тощо.
Екологічна сертифікація дозволяє провести комплексну багатокритеріальну оцінку продукції щодо її поліпшених показників безпеки та якості на усіх етапах життєвого циклу.
Право застосування екологічного маркування надається на підставі екологічного сертифікату.
Згідно з підписаною в 2014 році Угодою про Асоціацію між Україною та Європейським Союзом, обов'язкова сертифікація в Україні відмінена, а добровільна екологічна сертифікація повинна проводитися лише громадськими організаціями, без участі державних органів і бізнесових структур, щоб унеможливити корупцію та комерціалізацію цієї сфери.
Юридично це було закріплено в 2018 році — Постановою Кабінету Міністрів № 3 від 11.01.2018, якою скасована попередня Постанова КМУ № 529 від 18.05.2011 року «Про затвердження Технічного регламенту з екологічного маркування», а також Законом України «Про стратегічну екологічну оцінку» від 20.03.2018.
З 2018 року розробкою екологічних вимог до товарів та послуг в Україні займається також громадська організація "Всеукраїнська спілка екологічного маркування «Зелена Зірка» [Архівовано 31 грудня 2018 у Wayback Machine.], яка, згідно з відповідною ліцензійною угодою, надає сертифікованим виробникам та постачальникам право маркування своєї продукції екологічним знаком «Зелена Зірка».